# Coteau de l'Adret
Le Coteau de l’Adret, versant est du Plan de la Malade, est un site naturel protégé, situé sur les communes de Goncelin et Theys, en Isère.
Le site est classé ZNIEFF de type I, no 38200010.  La zone protégée s'étend depuis la crête du Plan de la Malade (1 117 m) , jusqu'aux hameaux de l'Adret et des Vincents et au col du Barioz (1 041 m).

## Description du site
Le coteau de l’Adret présente des milieux et des espèces très diversifiés : 
- forêts,
- pelouse sèche calcaire
- source tuffeuse (source carbonatée où le calcaire se dépose en concrétions jusqu’à former une roche (le tuf) : c’est une source pétrifiante, encore appelée tuffière).
- marais alcalin, "bas-marais", alimentés par la nappe phréatique, habitat très particulier et très fragile qu’il convient de préserver de toute destruction[1].

## Espèces protégées remarquables

### Oiseaux
- Rousserolle verderolle
- Bruant proyer.

### Flore
- Cirse de Montpellier, Cirsium monspessulanum
- Orchis de Traunsteiner, Dactylorhiza traunsteineri
- Orchis odorant, Gymnadenia odoratissima
- Orchis musc, Herminium monorchis
- Orchis punaise, Orchis coriophora
- Cumin des prés, Silaum silaus